# Annals (Tàcit)

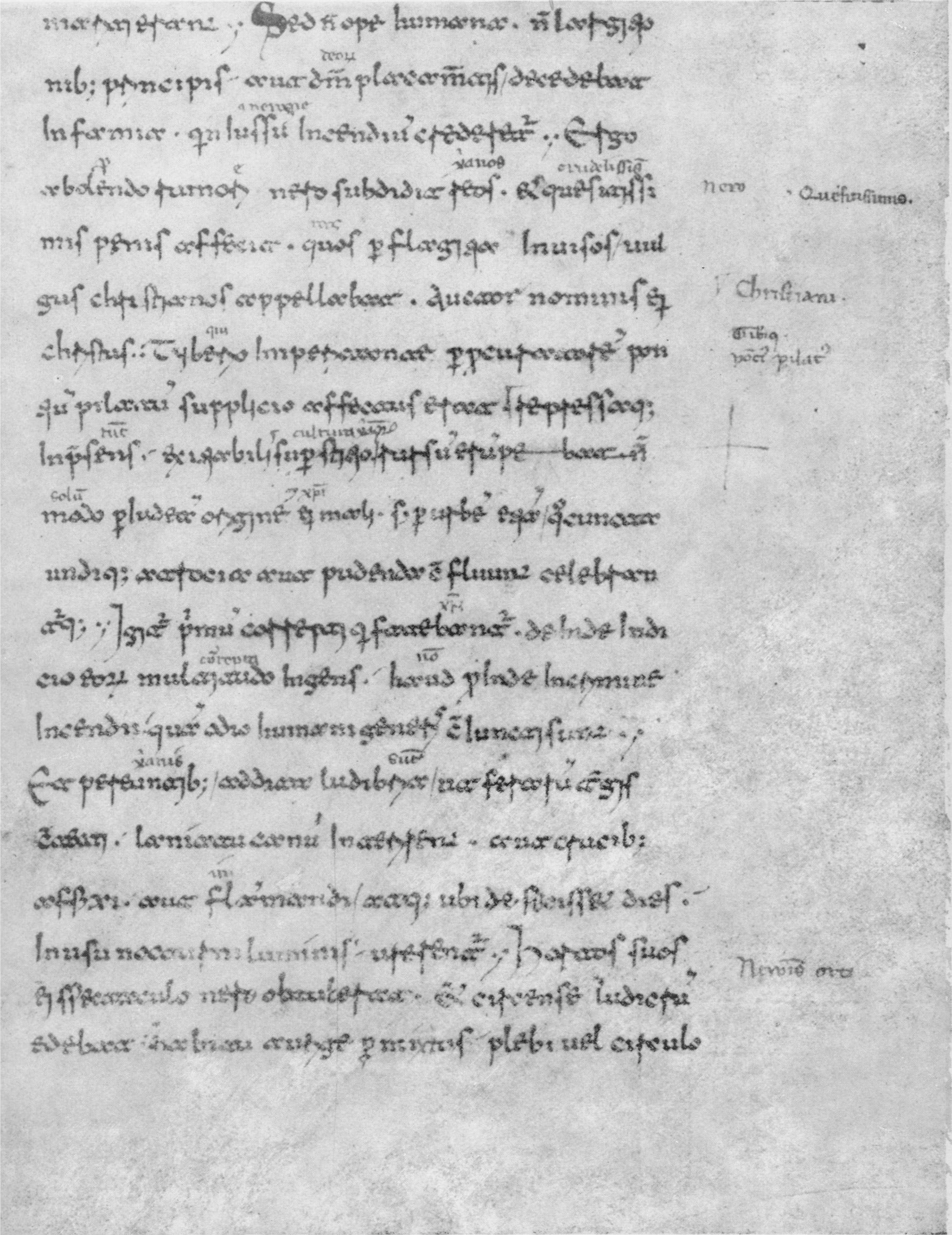
Codex Mediceus 68 II fol. 38 (Annales, XV 44)

Els Annals (en llatí: Annales) és el llibre d'història de Publi Corneli Tàcit que descriu els regnes dels quatre emperadors romans que succeïren a Cèsar August. El títol original hauria estat Ab excessu divi Augusti ('Després de la mort del diví August'), però l'obra fou coneguda com els Annals, ja que detalla els fets cronològics any per any.
Gran part de l'obra es perdé en l'antiguitat. Els fragments de l'obra que han sobreviscut tracten principalment els regnes de Tiberi i Neró.

## Contingut
Els Annals de Tàcit estarien compresos com a mínim per 16 llibres (tal vegada 18), però els llibres del 7 al 10 s'han perdut, així com parts dels llibres 5, 6, 11 i 16. El primer llibre comença amb la mort de Cèsar August l'any 14, i es cobreix el regnat de Tiberi fins a la seva mort al final del llibre sisè. Presumiblement, del llibre 7 al 12 es tractarien els regnats de Cal·lígula i Claudi. Els darrers llibres comprendrien el regnat de Neró, fins a la seva mort l'any 68.
Els Annals van ser la darrera obra escrita per Tàcit. La segona meitat del llibre setze està desapareguda, i acaba amb els esdeveniments de l'any 66, de manera que es desconeix si s'ha perdut com altres fragments de l'obra o si Tàcit va morir abans de poder finalitzar-la. Els anys dels Annals que no es conserven són del 29 al 31, del 37 al 47, i del 66 al 68.
Tàcit va concebre els Annals de manera que formessin un cos històric conjunt amb les Històries, obra escrita anteriorment per ell, en la qual cobria l'any dels quatre emperadors i el govern de la dinastia Flàvia (anys 69-96). També tenia al cap escriure sobre els regnats de Nerva i Trajà (96-117), i sobre el regnat d'August (31 aC-14 dC), amb els quals hauria cobert tota la història de l'imperi des de la fundació fins als seus dies.

## Composició
La referència de Tàcit a l'extensió de l'imperi en el llibre 2 ens permet de datar la composició de l'obra entre els anys 115 i 116.
Tàcit remarca la seva voluntat de ser rigorós en la recerca de testimonis orals i escrits, i a descriure els fets de manera imparcial. Ell mateix s'absté de decidir-se entre diferents versions quan considera que no en té prou elements de judici (Ann. III, 16), o confessa que ha estat incapaç de trobar-hi cap explicació satisfactòria (Ann. III, 19). Aquestes declaracions d'intencions van fer valer a Tàcit el respecte entre les generacions d'historiadors posteriors.
Tanmateix, Tàcit també presenta les seves idees personals. Elogiant el vell ideal republicà, admet que el principat és necessari i reconeix que August va garantir la pau després d'anys d'inestabilitat i guerra civil. La història de l'imperi és vista com una contínua decadència de la llibertat política senatorial, que es va tornant decadent, corrupta i servil envers el príncep.
Tàcit també està molt interessat a investigar les motivacions personals dels protagonistes de la història i fer-ne una anàlisi psicològica.